# Brassia auriantica
Espèce
Brassia auriantica est une espèce d'orchidée originaire de Colombie, de l'Équateur et du Vénézuela.

## Synonymes
- Ada aurantiaca Lindl. (1853)
- Brassia cinnabarina Linden ex Lindl. (1854)
- Oncidium cinnabarinum (Linden ex Lindl.) Rchb.f. (1863)
- Mesospinidium aurantiacum (Lindl.) Rchb.f. (1864)
- Mesospinidium cinnabarinum (Linden ex Lindl.) Rchb.f. (1864)
- Ada lehmannii Rolfe (1891)
- Acropera aurantiaca (Lindl.) B.S.Williams (1896)

## Illustrations

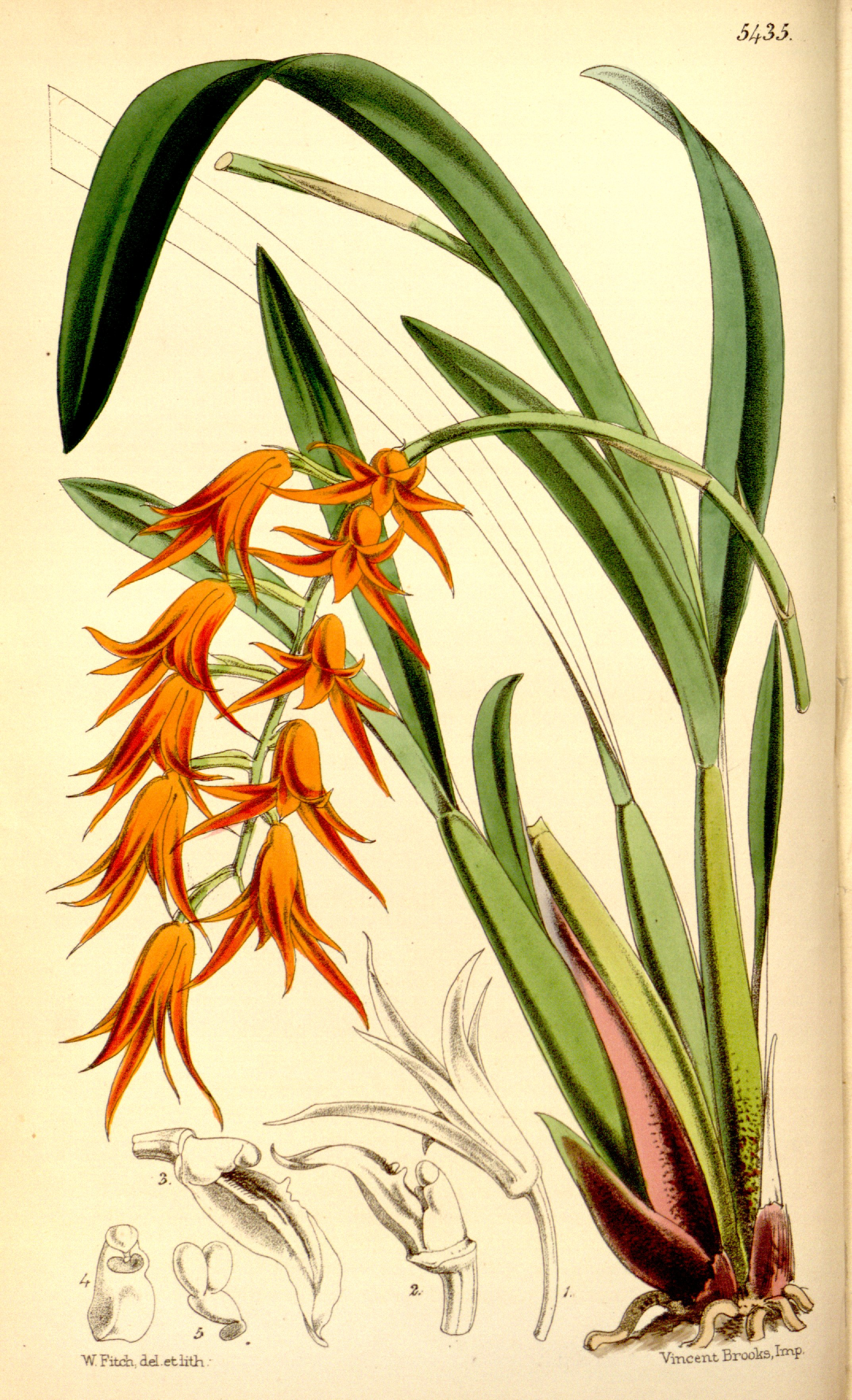
Curtis's Botanical Magazine , 1864.
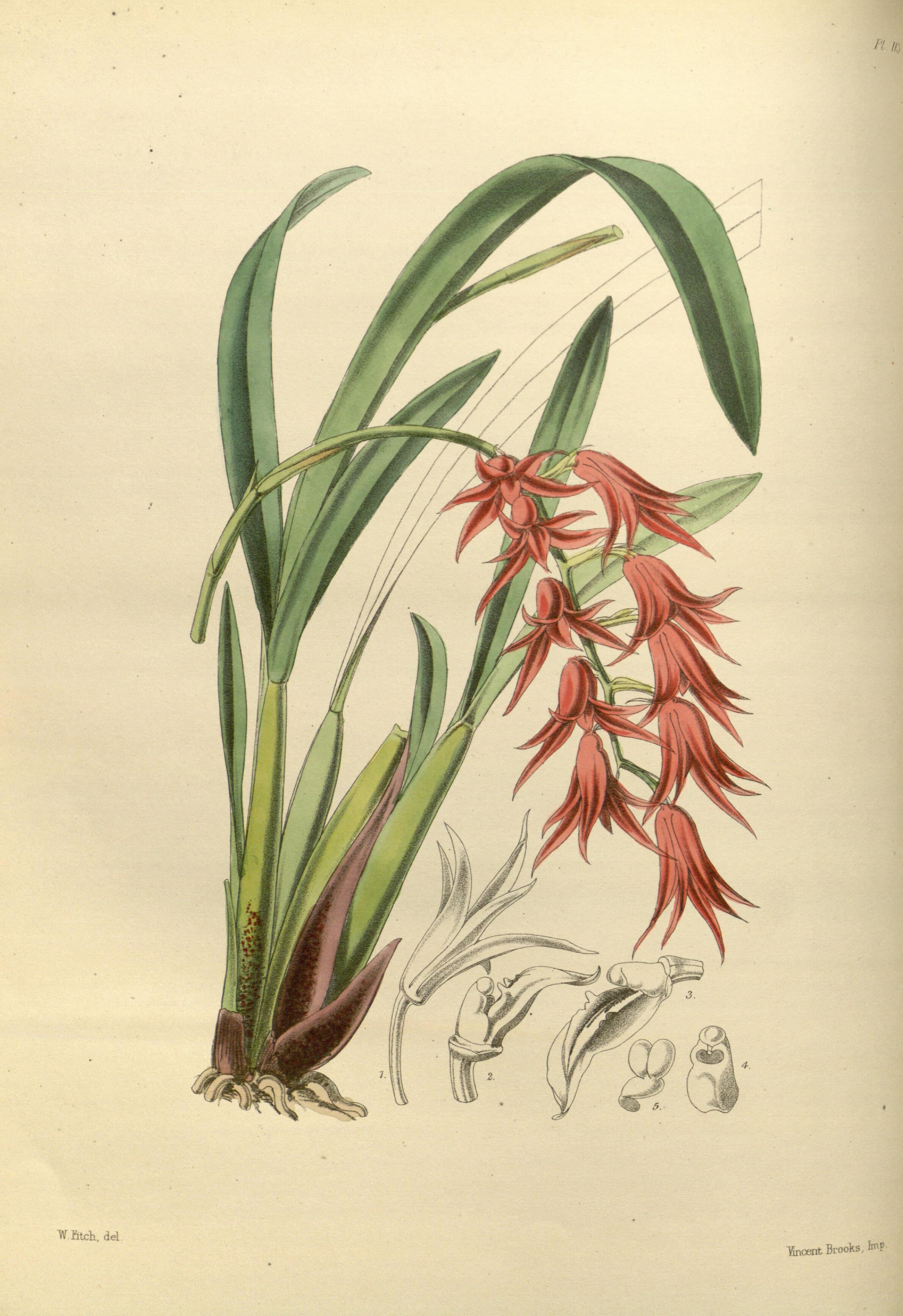
James Bateman, A second century of orchidaceous plants
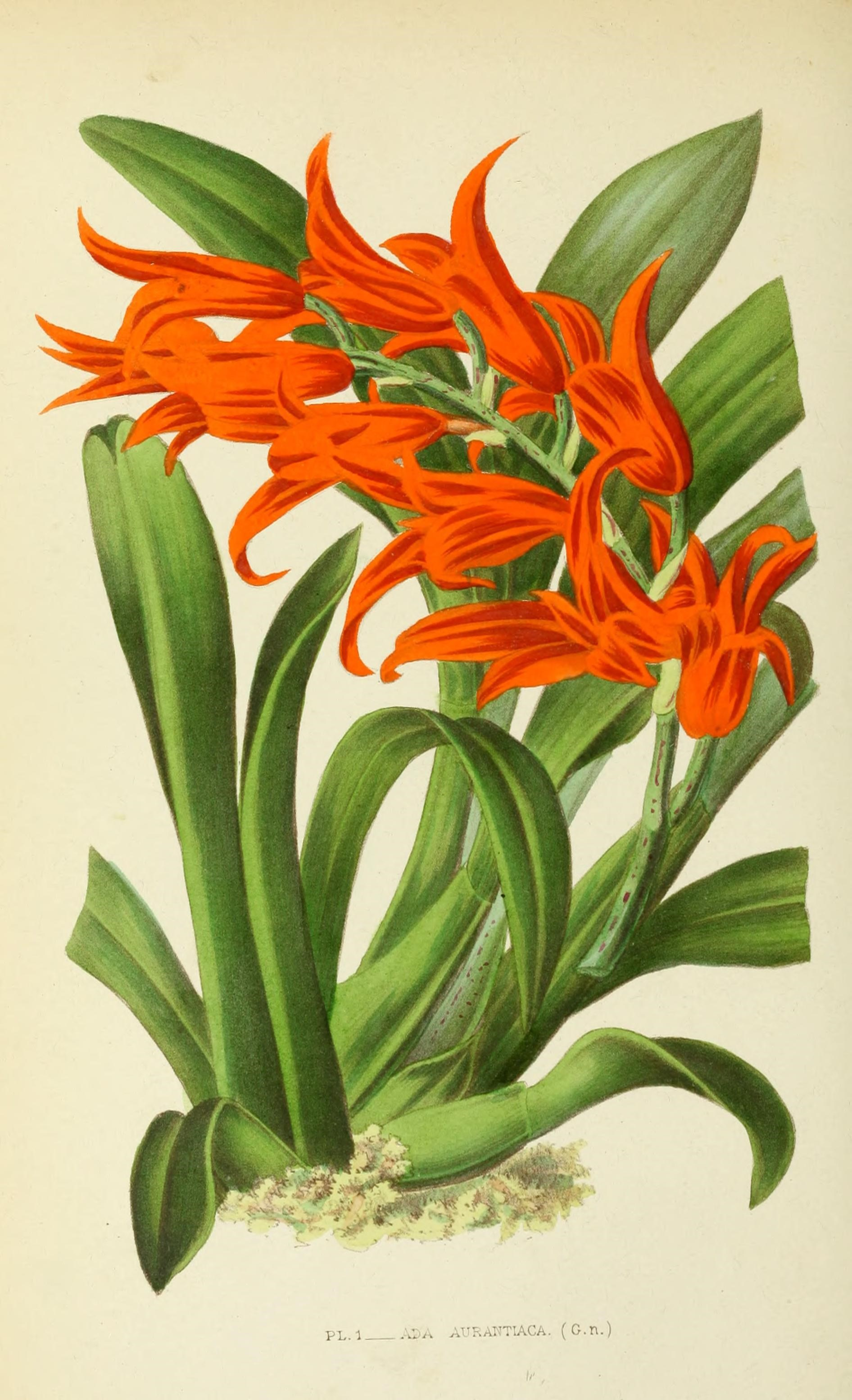
Paul-Émile De Puydt, Les Orchidees, 1880
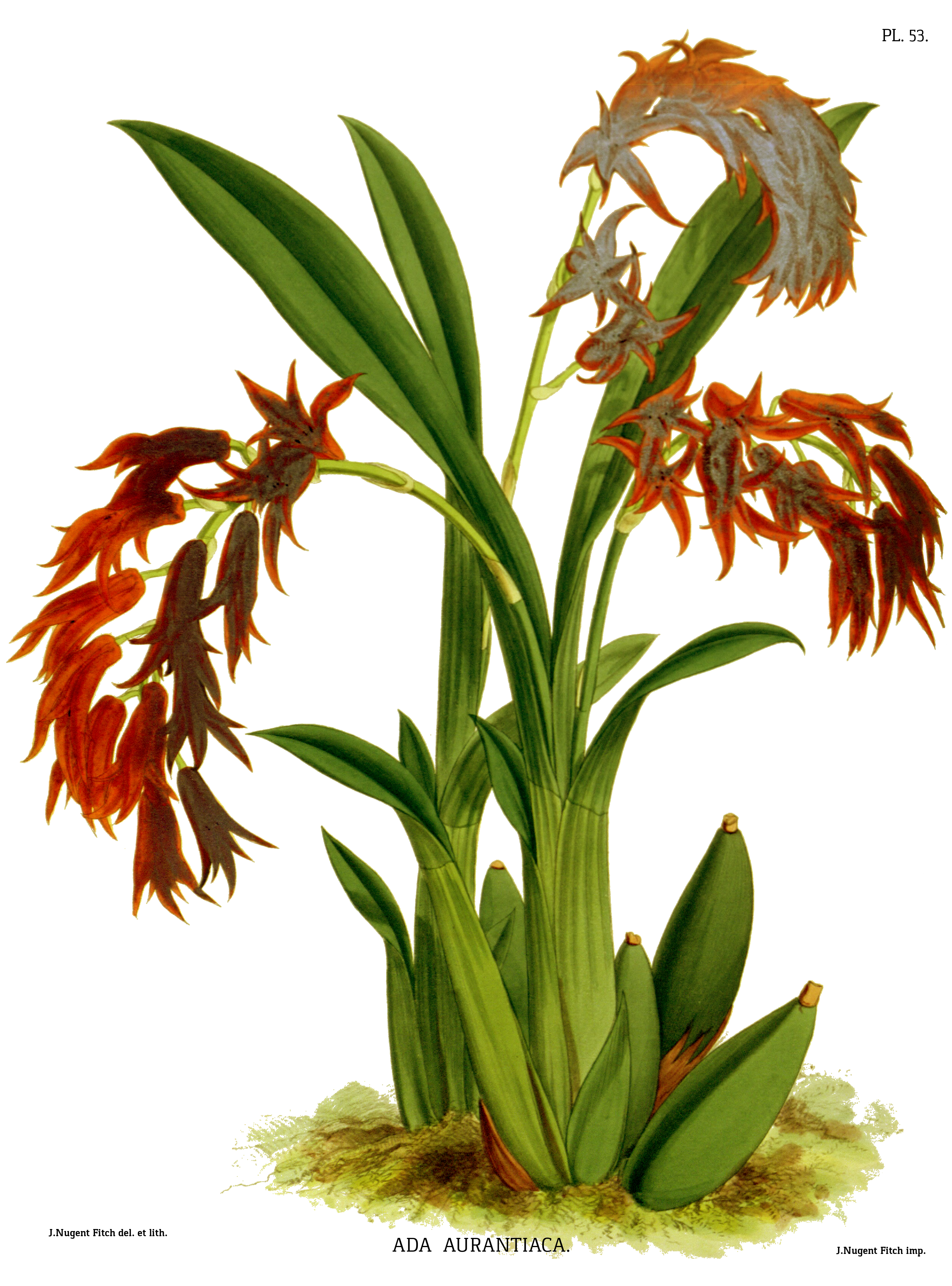
R. Warner & B.S. Williams - The Orchid Album - 1883